# Selvarajan Dasan
Selvarajan Dasan (ur. 26 stycznia 1962 w Valiyavila) – indyjski duchowny katolicki, biskup koadiutor Neyyatinkara od 2025.

## Życiorys

### Prezbiterat
Święcenia kapłańskie otrzymał 23 grudnia 1987 i został inkardynowany do archidiecezji Trivandrum. 

### Episkopat
8 lutego 2025 papież Franciszek mianował go biskupem koadiutorem diecezji Neyyatinkara. Sakry udzielił mu 25 marca 2025 biskup Vincent Samuel. 